# Ol'ga Peretjat'ko
Ol'ga Aleksandrovna Peretjat'ko (in russo Ольга Александровна Перетятько?; Leningrado, 21 maggio 1980) è un soprano russo.

## Biografia
Ha mosso i primi passi nel mondo della musica a 15 anni, nel coro infantile del Teatro Marinskij. Successivamente, si è perfezionata alla Hanns Eisler-Hochschule für Musik di Berlino. Ha ottenuto ottimi piazzamenti in diversi concorsi internazionali, tra cui il secondo posto al concorso Operalia del 2007.
Tra il 2005 ed il 2007 ha fatto parte dello staff dell'Opera di Amburgo. In seguito si è esibita presso alcune delle maggiori istituzioni mondiali, tra cui la Deutsche Oper di Berlino, la Staatsoper Berlin, la Bayerische Staatsoper, il Rossini Opera Festival.
Il suo grande riconoscimento internazionale è avvenuto nel 2010 con la partecipazione a Le rossignol di Stravinskij al festival di Aix-en-Provence nel 2010.
Tra i suoi ruoli: Matilde in Matilde di Shabran di Rossini, Lucia di Lammermoor nell'omonima opera di Donizetti, Elvira ne I puritani di Bellini, Zerbinetta in Ariadne auf Naxos di Richard Strauss.
È stata sposata dal 2012 al 2018 con il direttore d'orchestra Michele Mariotti.
Attualmente ha un contratto discografico con Sony Classical, per cui ha pubblicato due album solisti.

## Repertorio
| Ruolo                            | Titolo                        | Autore           |
| -------------------------------- | ----------------------------- | ---------------- |
| Giulietta Capuleti               | I Capuleti e i Montecchi      | Bellini          |
| Amina                            | La sonnambula                 | Bellini          |
| Elvira                           | I puritani                    | Bellini          |
| Leïla                            | Les pêcheurs de perles        | Bizet            |
| Anna Bolena                      | Anna Bolena                   | Donizetti        |
| Adina                            | L'elisir d'amore              | Donizetti        |
| Lucrezia Borgia                  | Lucrezia Borgia               | Donizetti        |
| Miss Lucia Ashton                | Lucia di Lammermoor           | Donizetti        |
| Maria Stuarda                    | Maria Stuarda                 | Donizetti        |
| Norina                           | Don Pasquale                  | Donizetti        |
| Alcina Oberto                    | Alcina                        | Händel           |
| Tamiri                           | Semiramide riconosciuta       | Meyerbeer        |
| Giunia                           | Lucio Silla                   | Mozart           |
| Blonde                           | Die Entführung aus dem Serail | Mozart           |
| Susanna                          | Le nozze di Figaro            | Mozart           |
| Donna Anna                       | Don Giovanni                  | Mozart           |
| Pamina                           | Die Zauberflöte               | Mozart           |
| Fé-an-nich-ton                   | Ba-ta-clan                    | Offenbach        |
| Antonia Giulietta Olympia Stella | Les Contes d'Hoffmann         | Offenbach        |
| Serpina                          | La serva padrona              | Pergolesi        |
| Magda                            | La rondine                    | Puccini          |
| Liù                              | Turandot                      | Puccini          |
| Marfa                            | La sposa dello zar            | Rimskij-Korsakov |
| Giulia                           | La scala di seta              | Rossini          |
| Berenice                         | L'occasione fa il ladro       | Rossini          |
| Sofia                            | Il signor Bruschino           | Rossini          |
| Amenaìde                         | Tancredi                      | Rossini          |
| Donna Fiorilla                   | Il turco in Italia            | Rossini          |
| Aldimira                         | Sigismondo                    | Rossini          |
| Rosina                           | Il barbiere di Siviglia       | Rossini          |
| Desdemona                        | Otello                        | Rossini          |
| Adelaide                         | Adelaide di Borgogna          | Rossini          |
| Albina                           | La donna del lago             | Rossini          |
| Matilde di Shabran               | Matilde di Shabran            | Rossini          |
| Contessa di Folleville Corinna   | Il viaggio a Reims            | Rossini          |
| Adele                            | Die Fledermaus                | Strauss, Johann  |
| Zerbinetta                       | Ariadne auf Naxos             | Strauss, Richard |
| Le Rossignol                     | Le rossignol                  | Stravinskij      |
| Anne Truelove                    | The Rake's Progress           | Stravinskij      |
| Gilda                            | Rigoletto                     | Verdi            |
| Leonora                          | Il trovatore                  | Verdi            |
| Violetta Valery                  | La traviata                   | Verdi            |
| Uccellino del bosco              | Siegfried                     | Wagner           |
| Fanciulla fiore                  | Parsifal                      | Wagner           |

## Discografia

### Incisioni in studio
- La bellezza del canto (Sony Classical, 2011)
- Arabesque (Sony Classical, 2013)
- Rossini! (Sony Classical, 2015)

### Incisioni dal vivo

#### Video
| Anno | Titolo Ruolo                         | Cast                                                   | Direttore          | Etichetta                     |
| ---- | ------------------------------------ | ------------------------------------------------------ | ------------------ | ----------------------------- |
| 2012 | Die Entführung aus dem Serail Blonde | Diana Damrau, Christoph Strehl, Franz-Josef Selig      | Ivor Bolton        | CMajor Unitel Classica        |
|      | La scala di seta Giulia              | Paolo Bordogna, José Manuel Zapata, Carlo Lepore       | Claudio Scimone    | Opus Arte Unitel Classica     |
|      | Sigismondo Aldimira                  | Daniela Barcellona, Antonino Siragusa, Andrea Concetti | Michele Mariotti   | Arthaus Musik Unitel Classica |
| 2013 | Matilde di Shabran Matilde           | Juan Diego Flórez, Nicola Alaimo, Paolo Bordogna       | Michele Mariotti   | Decca Unitel Classica         |
| 2015 | Tsarskaya nevesta Marfa              | Anita Rachvelishvili, Martin Kränzle                   | Daniel Barenboim   | Bel Air Classique             |
| 2016 | La traviata Violetta Valery          | Atalla Ayan, Simone Piazzola                           | Pablo Heras-Casado | CMajor Unitel Classica        |

### Audio
- Semiramide (Rossini in Wildbad Live, 2006) - Naxos, 2006
- La donna del lago (Rossini in Wildbad Live, 2006) - Naxos, 2006